# Szkło wodne

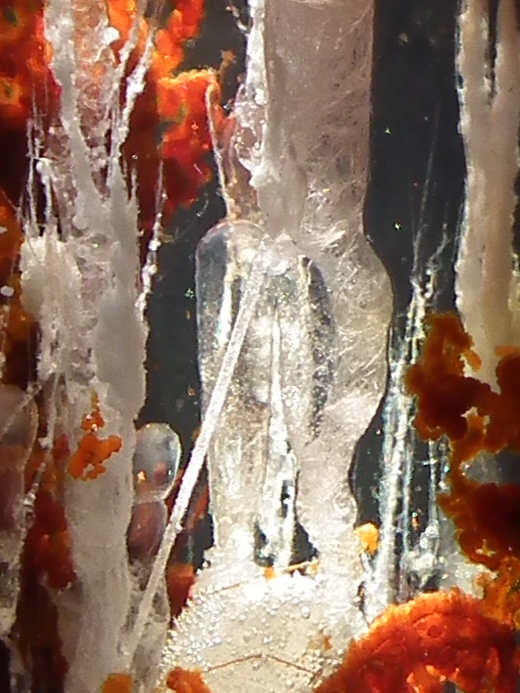
Chemiczny ogród

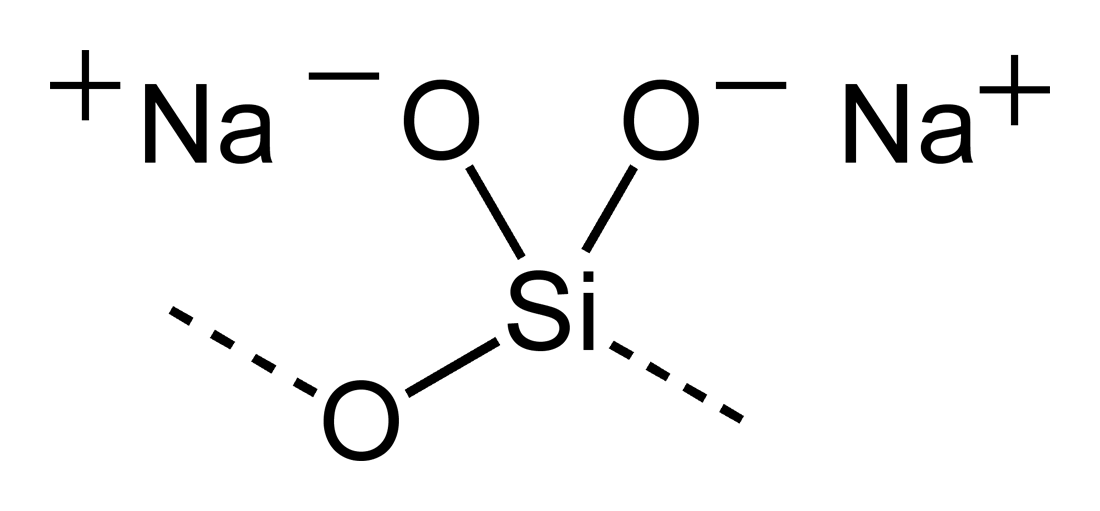
Element struktury łańcucha metakrzemianu sodu

Szkło wodne – roztwór wodny krzemianów sodu, potasu lub sodu i potasu (tzw. szkło wodne mieszane) o zmiennym składzie i wzorze ogólnym: 
mMe2O•nSiO2•xH2O
gdzie:
- Me – Na lub K
- m, n, x – współczynniki

Powstaje w wyniku reakcji stopionego wodorotlenku sodu lub węglanu sodu (lub odpowiednio wodorotlenku potasu lub węglanu potasu) z krzemionką.

## Struktura chemiczna
Jakkolwiek czasami podaje się wzory sumaryczne szkła wodnego, w rzeczywistości składa się ono z mieszaniny cyklicznych i liniowych oligomerów krzemianowych, powstających na skutek pękania wiązań Si-O-Si w krzemionce i powstawania w to miejsce grup -SiONa lub SiOK. Proporcje układów cyklicznych i liniowych oraz ich średnie masy cząsteczkowe zależą od modułu molowego szkła wodnego oraz stężenia roztworu.
Szkło wodne charakteryzuje moduł molowy szkła wodnego (moduł krzemianowy lub moduł szkła wodnego), równy stosunkowi liczby moli dwutlenku krzemu do tlenku metalu, oraz jego gęstość wskazująca stężenie roztworu, lepkość oraz pH. 
Struktura chemiczna szkła wodnego nie jest dokładnie poznana, rozpatruje się ją jako roztwór, koloid, a nawet polimer. Struktura koloidalna szkieł wodnych decyduje o wielu ich właściwościach. Szkło wodne zbudowane jest z miceli otoczonych wodą silnie związaną z nimi, wody słabo związanej oraz wody nie związanej z micelami.

## Właściwości
Właściwości fizyczne szkła wodnego zależą od jego modułu, stężenia i stanu układu koloidalnego. Gęstość szkła wodnego sodowego waha się w granicach 1260–1710, a potasowego 1150–1530 kg/m³.
Szkło wodne jest lepką cieczą. Lepkość szkła wodnego potasowego rośnie gwałtownie wraz ze wzrostem stężenia krzemianów w wodzie. 
Z warstwy szkła wodnego naniesionego na przedmiot po odparowaniu wody, powstaje półprzezroczysta masa.

## Zastosowania
Szkło wodne sodowe ma szereg zastosowań pełniąc głównie rolę lepiszcza:
- jest stosowane do wyrobu klejów i kitów stosowanych w budownictwie[9]
- produkuje się z niego żywice silikonowe[10][7]
- stosuje się je jako spoiwo do materiałów ceramicznych[11][7]
- do produkcji form w odlewnictwie[3][7]
- do wyrobu farb[12]
- do produkcji elektrod spawalniczych[12]
- do produkcji proszków do prania[12]
- stosuje się jako dodatek do żywności (E550)[10]
- do produkcji materiałów ogniotrwałych[8]
- jako baza chemicznych ogrodów[10]

## Produkcja
W Polsce producentami szkła wodnego, krzemianów bezwodnych oraz różnych wyrobów na ich bazie są m.in.:
- Qemetica Silicates Sp. z o.o. w Iłowej[12]
- Zakłady Chemiczne „Rudniki” S.A.